# Родина (1-й сезон)
Первый сезон американского драматического сериала «Родина», премьера которого состоялась 2 октября 2011 года на канале Showtime, а его финал состоялся 18 декабря 2011 года. Сериал вольно основан на израильском телесериале «Хатуфим» (рус. Военнопленные), созданным Гидеоном Раффом, разработанным для американского телевидения Говардом Гордоном и Алексом Гансой. Первый сезон следует за Кэрри Мэтисон, оперативным сотрудником ЦРУ, которая пришла к убеждению, что Николас Броуди, сержант морской пехоты США, который был в плену у Аль-Каиды в качестве военнопленного, перешёл на сторону врага и представляет серьёзную угрозу национальной безопасности.
Сезон получил универсальную похвалу, получив на сайте Metacritic рейтинг 91 из 100, на основе отзывов 28 критиков. «TV Guide» назвал его лучшим телевизионным шоу 2011 года и весьма высоко оценил выступления Дэмиана Льюиса и Клэр Дэйнс. Metacritic определил «Родину» как второе лучшее шоу 2011 года, согласно большинству телевизионных критиков. Сериал выиграл обе премии «Золотой глобус» за лучший телевизионный сериал — драма и «Эмми» за лучший драматический сериал за этот сезон.
Во время оригинального показа пилотного эпизода 2 октября 2011 года, его посмотрели 1,08 миллион зрителей, что сделало его самой рейтинговой премьерой драматического сериала на Showtime за восемь лет. В целом эпизод посмотрели 2,78 миллиона зрителей во время дополнительных трансляций и по запросу. Финальный эпизод первого сезона посмотрели 1,7 миллион зрителей, что делает его самым просматриваемым финалом сезона из всех первых сезонов на Showtime. Сериал также хорошо показал себя в Великобритании, где его транслировали на Channel 4, и пилот посмотрели 3,10 миллиона зрителей, а финал привлёк к себе внимание 4,01 миллиона зрителей.

## В ролях

### В главных ролях
- Клэр Дэйнс — Кэрри Мэтисон, оперативный сотрудник Антитеррористического центра ЦРУ.
- Дэмиэн Льюис — Николас Броуди, сержант взвода морской пехоты США, который был спасён отрядом «Дельта» после нахождения в качестве военнопленного у Аль-Каиды в течение восьми лет.
- Морена Баккарин — Джессика Броуди, жена Николаса Броуди.
- Дэвид Хэрвуд — Дэвид Эстес, директор Антитеррористического центра ЦРУ. Он босс Кэрри.
- Диего Клаттенхофф — Майк Фабер, капитан морской пехоты США. Он был лучшим другом Николаса, который, считав, что он умер, начал встречаться с Джессикой Броуди.
- Джексон Пэйс — Крис Броуди, сын Николаса Броуди.
- Морган Сэйлор — Дана Броуди, дочь Николаса Броуди.
- Мэнди Патинкин — Сол Беренсон, начальник отдела ЦРУ на Ближнем Востоке. Он старый босс и наставник Кэрри.

### Второстепенный состав
- Храч Титизян — Дэнни Галвес, агент ЦРУ гватемальского и ливанского происхождения.
- Навид Негабан — Абу Назир, высокопоставленный член Аль-Каиды.
- Дэвид Марчиано — Вёрджил, контактный Кэрри, помогающий в слежке за Броуди.
- Крис Чок — Том Уокер, морской пехотинец США, который был захвачен вместе с Броуди.
- Джейми Шеридан — Уильям Уолден, вице-президент США и бывший директор ЦРУ.
- Мори Стерлинг — Макс, брат Вёрджила, который также помогает в слежке за Броуди.
- Эми Харгривз — Мэгги Мэтисон, старшая сестра Кэрри и психиатр.
- Марин Айрленд — Айлин Морган, антиамериканский террорист.
- Афтон Уильямсон — Хелен Уокер, жена Тома Уокера.
- Алок Тевари — Латиф Бен Валид
- Омид Абтахи — Раким Файзель, муж Айлин, который также является террористом.
- Джеймс Ребхорн — Фрэнк Мэтисон, отец Кэрри.
- Сарита Чоудхури — Мира Беренсон, жена Сола, которая часто заграницей.
- Линда Перл — Элизабет Гейнс, главный советник вице-президента.
- Рамзи Фаллагаллах — Мансур Аль-Захрани
- Скотт Брайс — майор Фостер
- Амир Арисон — принц Фарид Бен Аббуд
- Брианна Браун — Линн Рид, информатор ЦРУ.
- Реджи Остин — Мэтт
- Джейден Хармон — Лукас Уокер
- Сэмми Шейк — имам Рафан Гохар
- Чарльз Борланд — Сандерс

### Приглашённые актёры
- Нестор Серрано — генерал-майор Тони Трухильо
- Мелисса Бенойст — Стейси Мур
- Майкл Маккин — судья Джеффри Тёрнер
- Лоуренс О'Доннелл — в роли самого себя
- Гэби Хоффманн — продюсер CNN
- Анника Борас — друг Джессики
- Валид Зуайтер — Афзаль Хамид
- Джеймс Урбаняк — Ларри
- Шерман Ховард — стрелок Хейг
- Марк Менчака — Лодер Уэйкфилд, бывший морпех.
- Билли Смит — специальный агент Холл
- Трент Доусон — Кайл Галиан
- Реми Обержонуа — Уильям Притчар
- Нассер Фарис — «портной» Бассель
- Элизабет Франц — Изабель Самлер
- Ларри Пайн — Ричард Хальстед

## Эпизоды
| № общий | № в сезоне | Название                                       | Режиссёр          | Автор сценария                                                                | Дата премьеры   | Зрители в США (млн) |
| --- | ---------- | ---------------------------------------------- | ----------------- | ----------------------------------------------------------------------------- | --------------- | ------------------- |
| 1 | 1          | «Пилот» «Pilot»                                | Майкл Куэста      | Говард Гордон, Алекс Ганса и Гидеон Рафф                                      | 2 октября 2011  | 1,08                |
| Агент ЦРУ Кэрри Мэтисон получает сведения о завербованном террористами солдате США. Спустя десять месяцев американский спецназ обнаруживает в Афганистане сержанта морской пехоты Николаса Броуди, взятого террористами в плен 8 лет назад. Теперь он возвращается к привычной для него жизни в кругу жены и двоих детей. Кэрри единственная, кто не доверяет Броуди, считая, что он завербован Аль-Каидой. Для Броуди проводят очередной допрос, на котором он утверждает, что не видел Абу Назира, хотя в его воспоминаниях всё иначе. Вопреки запретам своего наставника Сола Беренсона, Кэрри начинает слежку за Броуди, незаконно устанавливая по всему его дому камеры слежения. |            |                                                |                   |                                                                               |                 |                     |
| 2 | 2          | «Благодать» «Grace»                            | Майкл Куэста      | Сюжет: Алекс Ганса Телесценарий: Александр Кэри                               | 9 октября 2011  | 0,94                |
| Броуди вспоминает гибель своего друга в дни нахождения в плену. Он скрывается от СМИ, которые хотят пообщаться с героем. Кэрри старается отметить любые отклонения в поведении Броуди. Сол через свои связи получает для Кэрри официальное разрешение на слежку сроком на 4 недели. Но он не может простить Кэрри её лжи. Осведомитель Кэрри, Линн Рид, назначает ей встречу. Броуди на глазах сына избивает навязчивого репортёра. Линн передаёт Кэрри видео встречи принца Фарида и Абу Назира, единственное за последние 8 лет. Подозревая принца в связях с Абу Назиром, Кэрри просит Линн скачать все данные с его телефона, обещая при этом Линн круглосуточную охрану. Кэрри приезжает к своей сестре, которая тайно снабжает её таблетками от биполярного расстройства. Броуди часто наведывается в гараж, в котором нет камер наблюдения. Выясняется, что будучи в плену он стал мусульманином, и теперь тайно в гараже совершает молитвы. |            |                                                |                   |                                                                               |                 |                     |
| 3 | 3          | «Чистая кожа» «Clean Skin»                     | Дэн Аттиас        | Чип Йоханнссен                                                                | 16 октября 2011 | 1,08                |
| Линн добывает необходимую информацию и передаёт её Кэрри. Принц дарит Линн в знак своего расположения очень ценное украшение. Броуди соглашается дать интервью корреспондентам. Дана, дочь Броуди, угрожает матери, что расскажет отцу о её связи с его другом во время отсутствия Николаса. В личной жизни Броуди и Джессики по-прежнему есть проблемы. Линн сообщает, что ей нужна помощь. Кэрри, зная, что не существует никакой группы защиты для Линн, самостоятельно едет её прикрывать. Неизвестный убивает Линн и забирает её драгоценное украшение. В убийстве Линн подозревают принца, но Кэрри замечает, что он по-настоящему опечален гибелью девушки. Помощник принца Латиф Бен Валид сдаёт украшение Линн в ломбард, выручая при этом солидную сумму. Молодая пара, араб и американка, за наличные приобретает дом рядом с аэропортом. |            |                                                |                   |                                                                               |                 |                     |
| 4 | 4          | «Эгоизм» «Semper I»                            | Джеффри Начманофф | Говард Гордон и Алекс Ганса                                                   | 23 октября 2011 | 1,10                |
| Главный политолог США Элизабет Гейнс строит планы относительно общественной карьеры Броуди. Аналитическая группа обнаруживает ломбард, в который Латиф сдал украшение. Теперь им необходимо найти людей, которым были переданы полученные деньги. Истекает срок разрешённого слежения за Броуди, а Кэрри так и не удалось найти ни одной зацепки. Нехотя она убирает камеры из дома Броуди. Николас отправляется в психологическую группу для ветеранов по настоянию жены. Группа ЦРУ выходит на след некоего Ракима Файзеля, который мог получить деньги. Оказывается, что к террористам причастна в основном жена Файзеля, американка Айлин Морган. Кэрри под ложным предлогом идёт в группу ветеранов и якобы случайно встречает там Броуди. |            |                                                |                   |                                                                               |                 |                     |
| 5 | 5          | «Слепое пятно» «Blind Spot»                    | Кларк Джонсон     | Александр Кэри                                                                | 30 октября 2011 | 1,28                |
| Кэрри ворует для себя таблетки у своего такого же, как и она, больного отца. ЦРУ захватывает в Исламабаде террориста Афзаля Хамида и перевозит в США для допроса. Вопреки мнению Сола и Кэрри, на допрос приглашён и Броуди. Он опознаёт Афзаля, заявляя, что тот пытал его в плену. Семейная жизнь Сола и его жены Миры трещит по швам. Через сутки после допроса Афзаль выдаёт некоторую информацию и пишет почтовый адрес, на который он отсылал письма. Другую информацию он согласился выдать только после того, как ЦРУ позаботится о его семье. Броуди настаивает на личной встрече с Хамидом и получает разрешение. Во время встречи Хамид плюёт Броуди в лицо, и Николас кидается с ним в драку. Спустя несколько часов Хамида находят мёртвым с перерезанными венами. Кэрри подозревает, что это Броуди передал ему лезвие. Помощники Кэрри, Вёрджил и Макс, узнают адрес Файзеля. Спецназ штурмует его дом, но он оказывается пуст. |            |                                                |                   |                                                                               |                 |                     |
| 6 | 6          | «Хороший солдат» «The Good Soldier»            | Брэд Тёрнер       | Генри Бромелл                                                                 | 6 ноября 2011   | 1,33                |
| Кэрри предлагает провести проверку на полиграфе для определения того, кто передал бритву Афзалю Хамиду, в надежде что Броуди не сможет пройти тест. Сол выясняет, что у Файзеля была жена. В это время Раким и Айлин едут в назначенное им место. По приезде она замечает, что дом заминирован, и они немедленно оттуда уезжают. Когда они останавливаются в мотеле, их номер обстреливают, Раким погибает, а Айлин удаётся сбежать. Броуди узнаёт, что Майк Фабер спал с его женой. Он звонит Кэрри, и они встречаются в баре, а после занимаются сексом в автомобиле на парковке. На следующий день Броуди проходит тест на полиграфе. На вопрос о передаче бритвы Хамиду он даёт отрицательный ответ, так же как и на вопрос, по просьбе Кэрри, изменял ли он своей жене, и детектор показывает, что он сказал правду. |            |                                                |                   |                                                                               |                 |                     |
| 7 | 7          | «Выходные» «The Weekend»                       | Майкл Куэста      | Мередит Стим                                                                  | 13 ноября 2011  | 1,42                |
| Айлин пытается перебраться в Мексику, но её хватает патруль. Броуди вместе с Кэрри снова едут в бар, а затем она предлагает ему съездить в её загородный дом. Сол отправляется к Айлин, чтобы самолично её привезти и склонить к сотрудничеству. Кэрри и Броуди вновь занимаются сексом. Во сне Броуди мучают кошмары и он зовёт некоего Иссу. Выходные на озере прошли спокойно, и оба они обретают душевный покой. Но Кэрри случайно оговаривается и Броуди понимает, что она за ним следила. Николас говорит, что ему нечего скрывать и предлагает Кэрри сейчас же узнать у него всё, что её интересует. На вопросы Кэрри он отвечает, что мусульманином стал из-за потребности в молитве в заточении, машинальное движение пальцев — от отсутствия на данный момент чёток, бритву Хамиду он не передавал, а Исса — его достаточно добрый сторож в плену. Также он рассказывает, что по приказу Абу Назира, которого он всё-таки видел, убил Томаса Уокера, чтобы спасти свою жизнь. Также он говорит, что Абу Назир заботился о нём, и он привязался к нему, но всё-таки не стал последователем Назира. Солу удаётся разговорить Айлин. Она сообщает, что к ним с Ракимом в дом приходил некий человек, в котором она опознаёт считавшегося погибшим Томаса Уокера. Кэрри узнаёт об этом от Сола и приносит извинения Николасу, но он не желает их принимать и, разозлённый, уезжает. |            |                                                |                   |                                                                               |                 |                     |
| 8 | 8          | «Ахиллесова пята» «Achilles Heel»              | Такер Гейтс       | Чип Йоханнссен                                                                | 20 ноября 2011  | 1,20                |
| Уокер получает от человека в автомобиле с дипломатическими номерами ключ от камеры хранения. ЦРУ выясняет, что Уокер звонит домой своей семье, когда никого нет дома, чтобы услышать их голоса на автоответчике. Используя эту его "ахиллесову пяту" и заручившись помощью жены Уокера, Хелен, они надеются отследить звонок Томаса. Но во время проведения операции Хелен не выдерживает и сообщает Томасу, что звонок прослушивается. Броуди налаживает отношения со своей женой. Николаса и Джессику приглашает на званый вечер Элизабет Гейнс. Кэрри рассказывает Солу, что имела непрофессиональные отношения с Броуди. Жена Сола решает, что им необходимо расстаться на некоторое время. Сол узнаёт от Элизабет, что Броуди хотят сделать конгрессменом. Во время преследования Уокера, отряд следуя за ним, забегает в молельный дом и случайно убивает несколько мусульман. Это приводит к скандалу. Уокер добирается до камеры хранения и находит там чемодан с ружьём. ФБР решает объявить во всеуслышание, что Уокер стал террористом. Кэрри сообщает Броуди, что Томас жив, и скоро его объявят преступником. Некий дипломат заходит в свой дом и находит там Броуди, который гневно сообщает, что больше не хочет знать Абу Назира и иметь с ним никаких дел. |            |                                                |                   |                                                                               |                 |                     |
| 9 | 9          | «Перекрёстный огонь» «Crossfire»               | Джеффри Начманофф | Александр Кэри                                                                | 27 ноября 2011  | 1,35                |
| Броуди избивают неизвестные и увозят. Находясь в полузабытьи, Николас вспоминает время нахождения в плену у Абу Назира. Тогда Назир освободил Броуди якобы для того, чтобы он научил английскому его сына, имя которого Исса. Броуди сближается с ребёнком, но в один день из-за воздушной атаки американцев, Исса погибает вместе с многими другими. С подачи Назира Николас узнаёт, что власти США сообщают, что все фотографии жертв сфабрикованы. После случайной гибели нескольких мусульман в молельном доме, Кэрри старается выяснить у имама, каким образом Тому удалось бежать, подозревая, что он уже бывал там. Но имам отказывается говорить до тех пор, пока ФБР официально не признают свою вину о случившемся. Жена имама сообщает Кэрри, что Уокер встречался в молельном доме с человеком с дипломатическими номерами Саудовской Аравии. Кэрри и Сол используют эту зацепку и устанавливают слежку за дипломатом Мансуром Аль-Захрани. Броуди приходит в себя в доме дипломата, и с ним через видео-связь встречается Абу Назир. Назир говорит, чтобы Николас вспомнил, как всё было (в случае с гибелью Иссы) и кто террорист на самом деле. Броуди принимает для себя решение относительно того, на чьей стороне он будет. |            |                                                |                   |                                                                               |                 |                     |
| 10 | 10         | «Уполномоченный Броуди» «Representative Brody» | Гай Ферленд       | Генри Бромелл                                                                 | 4 декабря 2011  | 1,22                |
| Разведка узнаёт, что Мансур Аль-Захрани является геем, и решает предложить ему сделку: сохранность этой информации в ответ на сведения об Абу Назире. Вице-президент Уолден предлагает Николасу, занять место сенатора в конгрессе. Броуди соглашается, что является сигналом для Абу Назира, о том что он на стороне Аль-Каиды. Джессика против вступления мужа на эту должность. Броуди назначает Кэрри встречу. Шантаж фотографиями не сработал с дипломатом, но Кэрри всё-таки удаётся разговорить его другим путём. Сол и Кэрри узнают, что дипломат собирал информацию для Абу Назира, а также что у него происходят запланированные встречи с Томом Уокером, и следующая состоится завтрашним днём на площади Фаррагут. Кэрри готовится к романтическому вечеру с Николасом, но его визит иного плана. Он сообщает ей о полученном предложении вступить в конгресс и, опасаясь за компрометирующие его отношения с Кэрри, просит её никому о них не рассказывать. При этом он обманывает Кэрри, говоря, что боится, что об этом узнает жена, хотя Джессика в курсе их связи. По совету ЦРУ дипломат вновь идёт на встречу с Уокером. 15 агентов ЦРУ и Кэрри инкогнито патрулируют площадь в ожидании Уокера. Появляется некто с чемоданом, но оперативная группа не может понять, является ли он Уокером. Кэрри понимает, что что-то не так. Мужчина передаёт чемодан Аль-Захрани. В этот момент Уокер, находящийся в соседнем здании, набирает на телефоне код, и чемодан взрывается, создавая большую зону поражения. Кэрри попадает в больницу. Джессика, обговорив ситуацию с детьми, соглашается на новую работу мужа. Кэрри и Сол понимают, что кто-то предупредил Уокера о предательстве Аль-Захрани, а это значит, что у Абу Назира есть шпион в правительстве. В СМИ объявляют о назначении Броуди. |            |                                                |                   |                                                                               |                 |                     |
| 11 | 11         | «Пояс» «The Vest»                              | Кларк Джонсон     | Мередит Стим и Чип Йоханнссен                                                 | 11 декабря 2011 | 1,32                |
| Неизвестный мужчина изготавливает «пояс смертника». Сол приезжает за Кэрри в больницу и застаёт её в состоянии кататонического возбуждения. Даже будучи возбуждённой, Кэрри строит догадки об Абу Назире и пытается связать всё воедино. Приезжает сестра Кэрри, Мэгги. От неё Сол узнаёт, что у Кэрри биполярное расстройство, и она употребляет специальные препараты, а произошедший взрыв спровоцировал приступ. Броуди вывозит семью загород в выбранное им место. Эстес получает распоряжение от Уолдена скорее найти Уокера и уволить кого-нибудь из отдела. Под ложным предлогом Броуди отлучается от семьи и идёт в небольшой магазин, где примеряет «пояс шахида», а затем забирает его с собой, пряча в багажнике машины. Этот свёрток замечает Дана, но Николас говорит, что это подарок для жены. Дана отмечает странное поведение отца и по приезде домой делится этими впечатлениями со своим другом. Разобравшись в бреду Кэрри, Сол берётся за её наработки и вырисовывает картину действий Абу Назира. Кэрри звонит Броуди за помощью по поводу Абу Назира. Он назначает ей встречу у неё дома. Но вместо этого приезжает Эстес с группой. Он говорит, что Броуди рассказал ему, что у них была связь и что Кэрри за ним незаконно следила. Поэтому она уволена, а все её наработки изымают. Кэрри начинает сильно сопротивляться, и Дэвид замечает, что она не в себе. |            |                                                |                   |                                                                               |                 |                     |
| 12 | 12         | «Морпех-один» «Marine One»                     | Майкл Куэста      | Сюжет: Алекс Ганса и Говард Гордон Телесценарий: Алекс Ганса и Чип Йоханнссен | 18 декабря 2011 | 1,71                |
| Броуди записывает на камеру своё посмертное признание. Обратная дорога для Кэрри в Лэнгли закрыта. Её состояние — тяжёлая депрессия. Сол понимает, что Кэрри влюбилась в Броуди. Дана узнаёт от отца, что он мусульманин. Броуди надевает пояс смертника и отправляется на встречу с кандидатом в президенты. Сол пытается найти причины затишья Абу Назира. Броуди нервничает. Уокер убивает Элизабет Гейнс. В сложившейся суматохе Броуди беспрепятственно проходит через металлодетекторы, оказываясь в одном помещении со многими политическими деятелями США. Кэрри угадывает замысел Броуди. Она приходит к нему в дом, застаёт Дану и пытается доказать ей что, её отец — террорист. Дана звонит в полицию и Кэрри забирают. В последний момент Дана звонит отцу, и он меняет своё решение относительно взрыва. Броуди встречается с Кэрри, обвиняя её в нездоровом поведении, и призывает к лечению и держаться от него подальше. Сол получает необходимые ему данные и делится ими с Кэрри. Броуди узнаёт, что записи с его признанием нет на месте. Затем встречаясь с Уокером, он связывается с Назиром и говорит, что пояс не сработал и у него новый план - воздействие на систему непосредственно в кругу будущего президента, а затем по приказу Абу Назира убивает Уокера. Кэрри решает пройти электрошоковую терапию. Находясь под наркозом, она понимает, что Броуди знал сына Абу Назира, Иссу и этим тесно связан с террористом. Она надеется, что не забудет этой догадки. Но на её высказывание не обращают внимания, принимая за бред, и проводят терапию. |            |                                                |                   |                                                                               |                 |                     |

## Реакция критиков
Сезон получил универсальную похвалу, получив на сайте Metacritic рейтинг 91 из 100, на основе отзывов 28 критиков. «TV Guide» назвал его лучшим телевизионным шоу 2011 года и весьма высоко оценил выступления Дэмиана Льюиса и Клэр Дэйнс. Metacritic определил «Родину» как второе лучшее шоу 2011 года, согласно большинству телевизионных критиков.
Хэнк Стувер из «The Washington Post» дал эпизоду оценку «A-», сказав: «То, что заставляет «Родину» возвышаться на остальными пост-9/11 драмами, так это звёздное выступление Дэйнс в роли Кэрри — самый сильный женский персонаж этого сезона», и что «Вторая половина первого эпизода будоражит. Я подсел». Мэттью Гилберт из «The Boston Globe» сказал, что это был его любимый драматический пилот сезона, дав ему оценку «A». Кен Такер из «Entertainment Weekly» дал эпизоду «A-», заявив: «Это наиболее интригующая, напряжённая головоломка сезона этой осени». IGN TV дало сезону положительный отзыв, сказав, что он был «асовым триллером», который также смог сказать что-то о «Войне против терроризма». Седьмой эпизод, «Выходные», был описан создателями и Дэмиэном Льюисом как «проливающий слёзы» эпизод.
Бывший президент США Барак Обама похвалил шоу.